# Silnik rakietowy HM-7
HM-7(B) – francuski silnik rakietowy na mieszankę ciekłego tlenu i wodoru (w stosunku wagowym 5,14:1), stosowany w rakietach rodziny Ariane. W rakietach Ariane 2, 3, 4 i 5 używana jest jego rozwojowa wersja oznaczona dodatkową literę B.

## Wariant podstawowy
Był używany w 3. stopniu rakiet Ariane 1, w latach 1979–1986. Istotne pomysły konstrukcyjne komory spalania silników HM-7 zostały, na licencji, użyte przez NASA w głównych silnikach amerykańskich promów kosmicznych (SSME).

## Wersja B
Po doświadczeniach z użyciem silnika HM-7 w rakietach Ariane 1, chciano podwyższyć jego parametry. Zwiększono ciśnienie w komorze spalania i powiększono dyszę, co zaowocowało zwiększeniem impulsu właściwego. Silnik został dopuszczony do użytku w 1983, a rok później użyto go po raz pierwszy. Użyto go w, wówczas nowej, rakiecie Ariane 3 z uwagi na bardzo dobre parametry i ugruntowaną niezawodność.